# Bărzila, Prahova
Bărzila este un sat în comuna Păcureți din județul Prahova, Muntenia, România.